# Kyjovice (ort i Tjeckien, Södra Mähren)
Kyjovice är en ort i Tjeckien.   Den ligger i regionen Södra Mähren, i den sydöstra delen av landet, 180 km sydost om huvudstaden Prag. Kyjovice ligger 227 meter över havet och antalet invånare är 152.
Terrängen runt Kyjovice är platt. Runt Kyjovice är det ganska glesbefolkat, med 42 invånare per kvadratkilometer. Närmaste större samhälle är Znojmo, 10,7 km sydväst om Kyjovice. Trakten runt Kyjovice består till största delen av jordbruksmark.